# Destructor Legionario
El Legionario va ser un dels dinou destructors de classe Soldati construïts per a la Regia Marina a finals dels anys trenta i principis dels anys quaranta. Completat a principis de 1942, va ser un del segon lot de set vaixells a entrar en servei.

## Disseny i descripció
Els destructors de classe Soldati eren versions lleugerament millorades de la classe Oriani anterior. Tenien una longitud entre perpendiculars de 101,6 metres i una longitud total de 106,7 metres. Els vaixells tenien una mànega de 10,15 metres i un calat mitjà de 3,15 metres i 4,3 metres amb càrrega profunda. El Soldatis desplaçaven 1.830–1.850 tones mètriques (1.800–1.820 tones llargues) amb càrrega normal, i 2.450–2.550 tones mètriques (2.410–2.510 tones llargues) amb càrrega profund. El seu complement durant la guerra era de 206 oficials i mariners.
El Legionario estava accionat per dues turbines de vapor d'engranatge Parsons, cadascuna impulsava un eix d'hèlix utilitzant vapor subministrat per tres calderes Yarrow. Dissenyats per a una potència màxima de 44.000 cavalls de potència (33.000 kW) i una velocitat de 34-36 nusos (59–61 km/h; 37–38 mph) en servei, els vaixells de la classe Soldati van assolir velocitats de 34-36 nusos (63–67 km/h; 39–41 mph) durant les seves proves de mar amb una càrrega lleugera. Portaven prou fuel oil per donar-los una autonomia de 2.500 milles nàutiques (4,600 km; 2,900 milles) a una velocitat de 14 nusos (26 km/h; 16 mph) i 885 nmi (1,639 km; 1,018 milles) a una velocitat de 34 nusos (63 km/h; 39 mph).
La bateria principal del Legionario constava de quatre canons de 120 mil·límetres de calibre 50 en dues torretes de dos canons, una a davant i a darrere de la superestructura. En una plataforma al mig del vaixell hi havia un canó d'obús estrella de 120 mil·límetres de calibre 15. La defensa antiaèria (AA) del Soldatis era proporcionada per vuit canons Breda Model 1935 de 20 mil·límetres. Els vaixells estaven equipats amb sis tubs de torpedes de 533 mil·límetres en dos muntatges triples al mig del vaixell. Tot i que no tenien un sistema de sonar per a tasques antisubmarines, estaven equipats amb un parell de llançadors de càrrega de profunditat. Els vaixells podien portar 48 mines.

## Història
El vaixell va ser construïda a les drassanes OTO de Livorno, on se li va col·locar la quilla el 21 d'octubre de 1940 , es va avarar el 16 d'abril de 1941 i va entrar en servei l'1 de març de 1942. Després de la derrota al cap Matapan, que havia posat de manifest les diverses mancances de la Regia Marina en el sector del radar, va ser la primera unitat operativa italiana a muntar un d'aquests aparells. El seu aparell Fu.Mo. 24/40Ggl «De.Te.» (Dezimetre Telegraphie, en alemany, nom adoptat per la Regia Marina) ( Funkmessgerät Fu. Mo 24/40Ggl Seetakt , nom alemany de l'aparell), de producció alemanya, va ser el primer radar portat a bord d'un vaixell italià.

### Activitat de guerra
La unitat va participar a la batalla de mitjans de juny (12-16 de juny de 1942), durant la qual el radar embarcat va tenir la seva primera oportunitat d'utilitzar-se: a les 22.30 hores del 15 de juny va detectar un grup d'avions que s'acostaven, sis minuts abans de la seva arribada a la formació italiana (en l'atac posterior es trobava el cuirassat Littorio).
Després va participar en nombroses missions d'escorta a les rutes cap a Tunísia.
Entre el 3 i el 5 d'agost de 1942 va escortar un comboi format pels vaixells Ankara, Nino Bixio i Sestriere (amb destinació Tobruk per al primer i Bengasi per als altres dos; la càrrega constava de 92 tancs, 340 vehicles de motor, 3 locomotores, una grua, 292 soldats, 43251 t de combustible i lubricants altres 435 d'altres productes), conjuntament amb els destructors Freccia, Corsaro, Folgore, Grecale i Turbine, així com les torpedineres Partenope i Calliope; els vaixells van arribar al seu destí malgrat els nombrosos atacs aeris; en aquella ocasió, a més, va tenir lloc el primer atac realitzat per avions nord-americans contra unitats italianes (es tractava d'un atac dels bombarders Consolidated B-24 Liberator).
El 18 de novembre de 1942, juntament amb el seu vaixell germà Bombardiere i la moderna torpedinera torpedinera Groppo|Groppo]], va escortar els transports de tropes Puccini i Viminale fins a Bizerta: el comboi va arribar il·lès a la seva destinació malgrat els atacs dels submarins anglesos al cap de San Vito.
Tornant a Itàlia, la unitat (sota el comandament del capità de fragata Corrado Tagliamonte, cap d'escorta) va escortar els grans vaixells Monginevro i Sestriere des de Bizerta fins a Nàpols juntament amb els bessons Bombardiere i Velite, però a les 15.04 del 21 de novembre, a unes 18 milles al sud-oest d'Ischia, el Velite va rebre l'impacte d'un torpede: el comandant Tagliamonte ordenà al Bombardiere de prendre a remolc el vaixell danyat, que va ser arrossegat fins a Nàpols.
El 22 de desembre va dur a terme una missió de transport de tropes de Trapani a Bizerta.
El 17 de gener de 1943 va sortir de Bizerta per escoltar el Mario Roselli fins a Palerm, juntament amb el Bombardiere. A les 17.30, poc després de la posta de sol, quan Sicília ja era a la vista, el submarí britànic United va torpedinar el Bombardiere, que es va enfonsar ràpidament, trencant-se en dos. El Legionario, sense aturar-se, es va limitar a llançar les balses salvavides que tenia a bord als supervivents del destructor, després va escortar il·lès el Roselli fins a Palerm. Dels 224 tripulants del Bombardiere, 175 homes van morir.
Durant l'any 1943 el Legionario va patir obres que van suposar la substitució del complex llançatorpedes de popa per 2 metralladores antiaèries Breda de 37/54 mm.

#### Comandants
- Capitano di vascello Giovanni Marabotto (gener de 1942)
- Capitano di fregata Corrado Tagliamonte (13 de gener - 22 de novembre de 1942)
- Capitano di vascello Amleto Baldo (23 de novembre de 1942 - desembre de 1943)

### Armistici i cobel·ligerància
En el moment de la proclamació de l'armistici el vaixell es trobava a La Spezia des d'on va salpar amb la resta de la flota naval per rendir-se als aliats a Malta segons les clàusules de l'armistici que concernien a la flota, que preveia, a més del trasllat immediat dels vaixells italians, per saber on romandria el seu trasllat a Malta de rendició, banderoles negres als penons i dibuixar dos cercles negres a les cobertes.
L'esquadra naval va salpar de La Spezia a les 03:00 del matí del 9 de setembre amb el cuirassat Roma com a vaixell insígnia de la flota, que juntament amb els cuirassats Vittorio Veneto i Italia constituïen la IX Divisió, amb els creuers Montecuccoli, Eugenio di Savoia i Attilio Regolo, la VII Divisió de Savoia i la VII Divisió Regolo , Fugliere , Carabiniere i Velite de la XII Esquadra i els destructors Legionario , Mitragliere, Fuciliere, Carabiniere i Velite de la XIV Esquadra i una esquadra de torpediners formada pel Pegaso, l'Orsa, l'Orione, l'Ardimentoso i l'Impetuoso.
L'aparell evaporador del veixell, però, va fallar, obligant el Legionario a separar-se de la formació el 10 de setembre a 13.24 i dirigir-se cap a Bizerta; en el camí el vaixell va rescatar uns aviadors aliats , que van ser desembarcats al port de Tunísia, on el Legionario va arribar a les 15.15. A les vuit del matí de l'11 de setembre el destructor, després d'haver reparat els danys i agafat aigua, va sortir de Bizerta i va continuar cap a Malta on va arribar l'11 de setembre, a les 19.30, amarrant a Marsa Scirocco.
El 12 de setembre va reposar a La Valletta i el 14 va sortir de l'illa , juntament amb l'Oriani , dirigint-se primer a Bizerta i després a l'Alger; allà, les dues unitats van embarcar algunes unitats americanes i el seu equipament, transportant-les a Ajaccio (Còrsega) per donar suport a la resistència oposada per les forces italianes i franceses contra les tropes alemanyes a l'illa, i, un cop finalitzada la missió (el desembarcament va tenir lloc el 19 de setembre), van tornar a Malta a les vuit del 29 de setembre a Marsa Scirocco (el Legionario) i a Marsa Scala (l'Oriani).
El 4 d'octubre, el Legionario va salpar de Malta juntament amb nombroses unitats (l'Oriani , els creuers Garibaldi , Abruzzi i Pompeo Magno, els vaixells torpediners Libra i Calliope , les corbetes Ape, Cormorano, Danaide, Gabbiano, Minerva i Pellicano, els vaixells MS 35, MS 54, MS 55, MS 56, MS 61 i MS 64, els caça-submarins VAS 201, VAS 204, VAS 224, VAS 233, VAS 237, VAS 240, VAS 241, VAS 246 i VAS 248) i van tornar a Itàlia.

### La venda a França
Al final de la guerra, el tractat de pau prevèia la seva assignació a França com a reparació dels danys de guerra.
El 15 d'agost de 1948, el Legionnaire va ser lliurat a la Marine Nationale que, després d'assignar-li temporalment la denominació L 6 , finalment el va rebatejar Duchaffault.
Radiat l'any 1956, va ser enviat al desballestament.